# Horne-Asdal Skole
Horne Skole i landsbyen Horne 4 km fra Hirtshals er en del af SkoleCenter Hirtshals. Skolen hed i mange år Horne-Asdal Skole, indtil den i 2015 skiftede navn til Horne Skole. Skolebygningen fra starten af 1960'erne markerede den daværende nye centralskole-tankegang, hvor skolerne blev et mere fremtrædende samlingspunkt i lokalsamfundene på landet. Senere har skolen oplevet debatter om skolelukning og yderligere centralisering af undervisningen i de nærliggende byer.

## Moderne centralskole
Horne-Asdal Skole blev indviet i 1961. Det var en centralskole, der afløste små stråtækte skoler i Horne og Åbyen. En tidligere elev fra 1960'erne har berettet, hvordan den nye skole markerede en indgang til nye tider med aula til morgensang, gymnastiksal, drikkefontæner i skolegården og selvstændige klasselokaler. Den nye skolebygning blev et kulturelt og uddannelsesmæssigt samlingspunkt i lokalområdet med bibliotek, foreningsarrangementer, folkedans i gymnastiksalen og fodbold på den udendørs bane.
I 1999-2001 blev skolen ombygget og udvidet. Udvidelsen blev indviet i november 2001.

## Truet af skolelukning
Skolen oplevede både kommunesammenlægningerne i 1970 og i 2007, da Hirtshals Kommune blev en del af den nye Hjørring Kommune. Efter 2007-reformen blev 7. klasse udskilt fra skolen, der herefter kun havde 0.-6. årgang, og den nye kommune satte gang i et puslespil om en organisatorisk sammenslutning af de lokale skoler i nye større nye skolecentre. I første omgang opstod Trekløver Skolecenter bestående af Bjergby/Mygdal Skole, Horne/Asdal Skole og Tornby/Vidstrup Skole. På grund af faldende børnetal lagde kommunen i 2010 op til, at i alt 11 skoler, heriblandt Horne-Asdal skole, skulle lukkes. Både i Horne-Asdals skoledistrikt og andre steder i kommunen blev lukningsplanerne mødt med omfattende protester, og der opstod planer om at oprette en friskole i Horne. I november 2010 blev det lokale skoleslagsmål afgjort, da et flertal i byrådet i sidste øjeblik reddede skolen i Horne. 8 andre skoler i kommunen og fem overbygninger måtte lade livet. Fremover indgik skolen i SkoleCenter Hirtshals, der udover skolen i Horne også har undervisningssteder i Hirtshals og Tornby.
Der er omkring 260 elever på skolen.

## Arkitektur
I muren ved indgangen til Horne Skole er indmuret et relief, der forestiller en stiliseret krokodille. Relieffet var ikke planlagt fra arkitektens side, men blev under byggeriet foreslået af en af murerne, der ønskede at gøre muren mere spændende.